# Landes Petites i Gabardà
Les Landes Petites i Gabardà, (en occità: Lanas Petitas e Gavardan, en francès: Les Petites Landes et Gabardan) són un parçan o comarca d'Occitània situat a la Gascunya. La seva vil·la principal és Gavarret. Les terres de les Landes Petites i Gabardà tenen el seu origen en l'antiga jurisdicció feudal gascona del Vescomtat de Gabardà.
Segons la proposta de divisió territorial d'Occitània del diari Jornalet, basada en l'obra de Frederic Zégierman Le Guide des pays de France, la comarca de Landes Petites i Gabardà estaria ubicada a la regió de la Gascunya, subregió de Landes i Labrit.
Geogràficament, hi ha una certa discrepància en relació al criteri de país tradicional, doncs es considera que la la regió natural de les Petites Landes està formada per el Gabardà i el Marsan. Tanmateix, en la proposta de divisió territorial abans esmentada, el País de Marsan , es considera una comarca separada, amb el cap i casal a Lo Mont de Marsan, .
Oficialment, les comunes de la  Landes Petites i Gabardà estan adscrites administrativament al departament francès de les Landes (sud-est), a la regió administrativa de Nova Aquitània, i al departament de Gers (nord-oest), regió d'Occitània.